# Supercoppa LNP di Serie B 2020
La Supercoppa LNP 2020 di Serie B, denominata Supercoppa LNP Centenario Serie B 2020, è stata la 1ª edizione della Supercoppa LNP per il campionato di Serie B.

## Formula
La manifestazione vede la partecipazione delle 64 squadre iscritte al Campionato di  Serie B 2020-2021, divise in gironi da 4 squadre incontrandosi nella fase di qualificazione in tre gare di solo andata. La fase ad eliminazione diretta vede scontrarsi le prime 16 squadre qualificate dei gironi, che si scontreranno seguendo questi accoppiamenti: A-B, C-D, E-F, G-H, I-L, M-N, O-P, Q-R, ospita lo spareggio la migliore prima. Le 8 vincenti parteciperanno alla Final Eight della Supercoppa Centenario 2020.

## Squadre partecipanti
- Fortitudo Agrigento
- Olimpo Alba
- Fort. Alessandria
- Stamura Ancona
- Scandone Avellino
- Pall. Bernareggio
- Lions Bisceglie
- Bologna 2016
- Virtus Cassino
- Mastria Catanzaro
- Basket Cecina
- Tigers Cesena
- San Giobbe Chiusi
- UEB Cividale
- Virtus Civitanova
- Pall. Crema
- JuVi Cremona
- USE Empoli
- Janus Fabriano
- Pall. Fiorenzuola
- Pino Drag. Firenze
- Formia
- Giulia Giulianova
- A. Costa Imola
- Jesi Academy
- Sangiorgese Basket
- Libertas Livorno 1947
- Olimpia Matera
- Basket Mestre
- Molfetta
- Falconstar Monf.
- Sutor Montegranaro
- Partenope
- Nardò Basket
- Oleggio Basket
- Fulgor Omegna
- Flying Ozzano
- Nuova Pall. Olginate
- Virtus Padova
- Unione Basket Padova
- Green B. Palermo
- Omnia Pavia
- Bakery Piacenza
- Coronaplatina Piadena
- Golfo Piombino
- Virtus Pozzuoli
- Virtus Ragusa
- Raggisolaris Faenza
- Viola R. Calabria
- Sebastiani Rieti
- Rinascita B. Rimini
- LUISS Roma
- Pall. Roseto
- Ruvo di Puglia
- Virtus Salerno
- Etrusca S. Miniato
- Rucker SanVe
- Pall. Senigallia
- CUS Jonico Taranto
- Teramo a Spicchi
- Cest. Torrenovese
- Robur Varese
- Vicenza
- Pall. Vigevano

## Fase a gironi

### Gruppo A
| Pos | Squadra               | G | V | P | PF  | PS  | DP  | Pt | Qualificazione |  | ALB   | ALE | OME   | OLE   |
| --- | --------------------- | - | - | - | --- | --- | --- | -- | -------------- |  | ----- | --- | ----- | ----- |
| 1   | Olimpo Alba           | 3 | 3 | 0 | 330 | 304 | +26 | 6  | Qualificata    |  | —     |     | 87–83 | 78–51 |
| 2   | Fortitudo Alessandria | 3 | 1 | 2 | 155 | 167 | −12 | 4  |                |  | 75–94 | —   | 20–0  |       |
| 3   | Fulgor Omegna         | 3 | 1 | 2 | 167 | 173 | −6  | 4  |                |  |       | —   | 84–66 |       |
| 4   | Oleggio Basket        | 3 | 1 | 2 | 190 | 222 | −32 | 4  |                |  | 73–60 |     | —     |       |

### Gruppo B
| Pos | Squadra                   | G | V | P | PF  | PS  | DP  | Pt | Qualificazione |       | PIA   | PAV | VIG   | FIO |
| --- | ------------------------- | - | - | - | --- | --- | --- | -- | -------------- | ----- | ----- | --- | ----- | --- |
| 1   | Pallacanestro Piacentina  | 3 | 3 | 0 | 185 | 136 | +49 | 6  | Qualificata    |       | —     |     | 20–0  |     |
| 2   | Omnia Pavia               | 3 | 2 | 1 | 160 | 145 | +15 | 5  |                |       | 76–83 | —   | 20–0  |     |
| 3   | Pallacanestro Vigevano    | 3 | 1 | 2 | 82  | 111 | −29 | 4  |                |       |       | —   | 82–71 |     |
| 4   | Pallacanestro Fiorenzuola | 3 | 0 | 3 | 193 | 228 | −35 | 3  |                | 60–82 | 62–64 |     | —     |     |

### Gruppo C
| Pos | Squadra                 | G | V | P | PF  | PS  | DP  | Pt | Qualificazione |       | CRE   | OZZ   | PID | JUV   |
| --- | ----------------------- | - | - | - | --- | --- | --- | -- | -------------- | ----- | ----- | ----- | --- | ----- |
| 1   | Pallacanestro Crema     | 3 | 3 | 0 | 225 | 174 | +51 | 6  | Qualificata    |       | —     |       |     | 67–59 |
| 2   | New Flying Balls Ozzano | 3 | 1 | 2 | 207 | 221 | −14 | 4  |                |       | 56–75 | —     |     |       |
| 3   | Corona Platina Piadena  | 3 | 1 | 2 | 214 | 235 | −21 | 4  |                | 59–83 | 80–74 | —     |     |       |
| 4   | Ju.Vi. Cremona Basket   | 3 | 1 | 2 | 203 | 219 | −16 | 4  |                |       | 66–77 | 78–75 | —   |       |

### Gruppo D
| Pos | Squadra                      | G | V | P | PF  | PS  | DP  | Pt | Qualificazione |       | BER   | SAN   | VAR   | OLG   |
| --- | ---------------------------- | - | - | - | --- | --- | --- | -- | -------------- | ----- | ----- | ----- | ----- | ----- |
| 1   | Pallacanestro Bernareggio 99 | 3 | 3 | 0 | 249 | 215 | +34 | 6  | Qualificata    |       | —     | 97–80 | 75–67 |       |
| 2   | Sangiorgese Basket           | 3 | 2 | 1 | 238 | 237 | +1  | 5  |                |       |       | —     |       | 83–81 |
| 3   | Robur et Fides Varese        | 3 | 1 | 2 | 190 | 206 | −16 | 4  |                |       | 59–75 | —     | 64–56 |       |
| 4   | Nuova Pallacanestro Olginate | 3 | 0 | 3 | 205 | 224 | −19 | 3  |                | 68–77 |       |       | —     |       |

### Gruppo E
| Pos | Squadra               | G | V | P | PF  | PS  | DP  | Pt | Qualificazione |       | VIC   | VPD   | BOL | UBP   |
| --- | --------------------- | - | - | - | --- | --- | --- | -- | -------------- | ----- | ----- | ----- | --- | ----- |
| 1   | Pallacanestro Vicenza | 3 | 3 | 0 | 238 | 200 | +38 | 6  | Qualificata    |       | —     | 81–78 |     | 81–64 |
| 2   | Virtus Basket Padova  | 3 | 1 | 2 | 231 | 216 | +15 | 4  |                |       |       | —     |     | 66–67 |
| 3   | Bologna Basket 2016   | 3 | 1 | 2 | 203 | 228 | −25 | 4  |                | 58–76 | 68–87 | —     |     |       |
| 4   | Unione Basket Padova  | 3 | 1 | 2 | 196 | 224 | −28 | 4  |                |       |       | 65–77 | —   |       |

### Gruppo F
| Pos | Squadra               | G | V | P | PF  | PS  | DP  | Pt | Qualificazione |  | MON   | CIV | SAV   | MES   |
| --- | --------------------- | - | - | - | --- | --- | --- | -- | -------------- |  | ----- | --- | ----- | ----- |
| 1   | Falconstar Monfalcone | 3 | 2 | 1 | 251 | 228 | +23 | 5  | Qualificata    |  | —     |     | 90–75 | 80–69 |
| 2   | Cividale del Friuli   | 3 | 2 | 1 | 248 | 241 | +7  | 5  |                |  | 84–81 | —   | 81–83 |       |
| 3   | Rucker San Vendemiano | 3 | 2 | 1 | 246 | 244 | +2  | 5  |                |  |       | —   | 88–73 |       |
| 4   | Basket Mestre 1958    | 3 | 0 | 3 | 219 | 251 | −32 | 3  |                |  | 77–83 |     | —     |       |

### Gruppo G
| Pos | Squadra                   | G | V | P | PF  | PS  | DP  | Pt | Qualificazione |  | IMO   | RIM   | FAE   | CES   |
| --- | ------------------------- | - | - | - | --- | --- | --- | -- | -------------- |  | ----- | ----- | ----- | ----- |
| 1   | Andrea Costa Imola Basket | 3 | 3 | 0 | 257 | 239 | +18 | 6  | Qualificata    |  | —     |       | 93–87 | 82–74 |
| 2   | Rinascita Basket Rimini   | 3 | 1 | 2 | 230 | 232 | −2  | 4  |                |  | 78–82 | —     |       | 79–75 |
| 3   | Raggisolaris Faenza       | 3 | 1 | 2 | 235 | 241 | −6  | 4  |                |  | 75–73 | —     |       |       |
| 4   | Tigers Cesena             | 3 | 1 | 2 | 224 | 234 | −10 | 4  |                |  |       | 75–73 | —     |       |

### Gruppo H
| Pos | Squadra                  | G | V | P | PF  | PS  | DP  | Pt | Qualificazione |       | ANC   | JES   | SEN   | MON   |
| --- | ------------------------ | - | - | - | --- | --- | --- | -- | -------------- | ----- | ----- | ----- | ----- | ----- |
| 1   | Stamura Ancona           | 3 | 3 | 0 | 233 | 185 | +48 | 6  | Qualificata    |       | —     |       |       | 63–48 |
| 2   | Aurora Basket Jesi       | 3 | 2 | 1 | 211 | 202 | +9  | 5  |                |       | 53–73 | —     | 78–53 |       |
| 3   | Pallacanestro Senigallia | 3 | 1 | 2 | 222 | 200 | +22 | 4  |                | 84–97 |       | —     |       |       |
| 4   | Sutor Montegranaro       | 3 | 0 | 3 | 149 | 228 | −79 | 3  |                |       | 76–80 | 25–85 | —     |       |

### Gruppo I
| Pos | Squadra                    | G | V | P | PF  | PS  | DP  | Pt | Qualificazione |       | SAM   | PIO   | LIV   | CEC   |
| --- | -------------------------- | - | - | - | --- | --- | --- | -- | -------------- | ----- | ----- | ----- | ----- | ----- |
| 1   | Etrusca Basket San Miniato | 3 | 2 | 1 | 180 | 149 | +31 | 5  | Qualificata    |       | —     |       | 84–72 |       |
| 2   | Basket Golfo Piombino      | 3 | 2 | 1 | 167 | 182 | −15 | 5  |                |       | 0–20  | —     |       | 82–78 |
| 3   | Libertas Livorno 1947      | 3 | 1 | 2 | 233 | 238 | −5  | 4  |                |       | 84–85 | —     |       |       |
| 4   | Basket Cecina              | 3 | 1 | 2 | 224 | 235 | −11 | 4  |                | 77–76 |       | 69–77 | —     |       |

### Gruppo L
| Pos | Squadra              | G | V | P | PF  | PS  | DP  | Pt | Qualificazione |       | FAB   | CHI   | EMP | FIR   |
| --- | -------------------- | - | - | - | --- | --- | --- | -- | -------------- | ----- | ----- | ----- | --- | ----- |
| 1   | Janus Fabriano       | 3 | 3 | 0 | 276 | 250 | +26 | 6  | Qualificata    |       | —     | 68–66 |     |       |
| 2   | Chiusi               | 3 | 2 | 1 | 217 | 194 | +23 | 5  |                |       |       | —     |     | 79–62 |
| 3   | USE Empoli           | 2 | 0 | 2 | 111 | 134 | −23 | 2  |                | 47–62 | 64–72 | —     |     |       |
| 4   | Pino Dragons Firenze | 2 | 0 | 2 | 127 | 165 | −38 | 2  |                | 65–86 |       | N/D   | —   |       |

### Gruppo M
| Pos | Squadra               | G | V | P | PF  | PS  | DP  | Pt | Qualificazione |       | RSR | ROM   | FOR   | CAS   |
| --- | --------------------- | - | - | - | --- | --- | --- | -- | -------------- | ----- | --- | ----- | ----- | ----- |
| 1   | Real Sebastiani Rieti | 0 | 0 | 0 | 247 | 192 | +55 | 0  | Qualificata    |       | —   | 76–66 |       | 84–66 |
| 2   | Luiss Roma            | 3 | 2 | 1 | 218 | 206 | +12 | 5  |                |       |     | —     | 71–68 | 81–62 |
| 3   | Formia Basket         | 3 | 1 | 2 | 208 | 231 | −23 | 4  |                | 60–87 |     | —     |       |       |
| 4   | Virtus Cassino        | 3 | 0 | 3 | 201 | 245 | −44 | 3  |                |       |     | 73–80 | —     |       |

### Gruppo N
| Pos | Squadra              | G | V | P | PF  | PS  | DP  | Pt | Qualificazione |       | TER | ROS   | CIV   | GIU   |
| --- | -------------------- | - | - | - | --- | --- | --- | -- | -------------- | ----- | --- | ----- | ----- | ----- |
| 1   | Teramo 1960          | 3 | 3 | 0 | 226 | 189 | +37 | 6  | Qualificata    |       | —   | 71–61 |       | 72–55 |
| 2   | Pallacanestro Roseto | 2 | 1 | 1 | 130 | 133 | −3  | 3  |                |       |     | —     | 69–62 | N/D   |
| 3   | Virtus Civitanova    | 2 | 1 | 1 | 222 | 208 | +14 | 3  |                | 73–83 |     | —     | 87–56 |       |
| 4   | Giulianova           | 2 | 0 | 2 | 111 | 159 | −48 | 2  |                |       |     |       | —     |       |

### Gruppo O
| Pos | Squadra               | G | V | P | PF  | PS  | DP  | Pt | Qualificazione |       | MAT   | TAR | CAL   | CAT |
| --- | --------------------- | - | - | - | --- | --- | --- | -- | -------------- | ----- | ----- | --- | ----- | --- |
| 1   | Olimpia Basket Matera | 3 | 3 | 0 | 240 | 221 | +19 | 6  | Qualificata    |       | —     |     | 89–80 |     |
| 2   | CUS Jonico Taranto    | 3 | 2 | 1 | 236 | 210 | +26 | 5  |                |       | 67–70 | —   | 72–69 |     |
| 3   | Viola Reggio Calabria | 3 | 1 | 2 | 217 | 223 | −6  | 4  |                |       |       | —   | 68–62 |     |
| 4   | US Catanzaro          | 3 | 0 | 3 | 207 | 246 | −39 | 3  |                | 74–81 | 71–97 |     | —     |     |

### Gruppo P
| Pos | Squadra                | G | V | P | PF  | PS  | DP  | Pt | Qualificazione |       | AGR   | PAL   | RAG   | TOR   |
| --- | ---------------------- | - | - | - | --- | --- | --- | -- | -------------- | ----- | ----- | ----- | ----- | ----- |
| 1   | Fortitudo Agrigento    | 3 | 3 | 0 | 262 | 202 | +60 | 6  | Qualificata    |       | —     | 97–78 | 73–63 |       |
| 2   | Green Basket Palermo   | 3 | 2 | 1 | 228 | 241 | −13 | 5  |                |       |       | —     |       | 77–74 |
| 3   | Nova Virtus Ragusa     | 3 | 1 | 2 | 205 | 206 | −1  | 4  |                |       | 70–73 | —     |       |       |
| 4   | Cestistica Torrenovese | 3 | 0 | 3 | 195 | 241 | −46 | 3  |                | 61–92 |       | 60–72 | —     |       |

### Gruppo Q
| Pos | Squadra           | G | V | P | PF  | PS  | DP  | Pt | Qualificazione |       | PSA   | SAL   | SCA | POZ   |
| --- | ----------------- | - | - | - | --- | --- | --- | -- | -------------- | ----- | ----- | ----- | --- | ----- |
| 1   | PSA Sant'Antimo   | 3 | 2 | 1 | 154 | 149 | +5  | 5  | Qualificata    |       | —     | 73–69 |     |       |
| 2   | Virtus Salerno    | 3 | 2 | 1 | 226 | 219 | +7  | 5  |                |       |       | —     |     | 75–71 |
| 3   | Scandone Avellino | 3 | 1 | 2 | 157 | 180 | −23 | 4  |                | 0–20  | 75–82 | —     |     |       |
| 4   | Virtus Pozzuoli   | 3 | 1 | 2 | 229 | 218 | +11 | 4  |                | 80–61 |       | 78–82 | —   |       |

### Gruppo R
| Pos | Squadra                | G | V | P | PF  | PS  | DP  | Pt | Qualificazione |       | NAR   | BIS   | RUV   | MOL   |
| --- | ---------------------- | - | - | - | --- | --- | --- | -- | -------------- | ----- | ----- | ----- | ----- | ----- |
| 1   | Pallacanestro Nardò    | 3 | 3 | 0 | 247 | 203 | +44 | 6  | Qualificata    |       | —     | 89–62 | 75–67 |       |
| 2   | Lions Basket Bisceglie | 3 | 2 | 1 | 220 | 226 | −6  | 5  |                |       |       | —     |       | 77–63 |
| 3   | Ruvo di Puglia Basket  | 3 | 1 | 2 | 218 | 227 | −9  | 4  |                |       | 74–81 | —     |       |       |
| 4   | Pallacanestro Molfetta | 3 | 0 | 3 | 208 | 237 | −29 | 3  |                | 74–83 |       | 71–77 | —     |       |

## Fase Finale

### Tabellone
|  | Ottavi di finale 1 novembre | Ottavi di finale 1 novembre | Ottavi di finale 1 novembre |                   |    | Quarti di finale 13 novembre | Quarti di finale 13 novembre | Quarti di finale 13 novembre |  |  | Semifinali 14 novembre | Semifinali 14 novembre | Semifinali 14 novembre |  |  | Finale 15 novembre | Finale 15 novembre | Finale 15 novembre |  |
|  |                             |                             |                             |                   |    |                              |                              |                              |  |  |                        |                        |                        |  |  |                    |                    |                    |  |
|  | A                           | Olimpo Alba                 | 20                          |                   |    |                              |                              |                              |  |  |                        |                        |                        |  |  |                    |                    |                    |  |
|  | A                           | Olimpo Alba                 | 20                          |                   |    |                              |                              |                              |  |  |                        |                        |                        |  |  |                    |                    |                    |  |
|  | B                           | Bakery Piacenza             | 0                           |                   |    |                              |                              |                              |  |  |                        |                        |                        |  |  |                    |                    |                    |  |
|  | B                           | Bakery Piacenza             | 0                           |                   | A  | Olimpo Alba                  | 71                           |                              |  |  |                        |                        |                        |  |  |                    |                    |                    |  |
|  |                             |                             |                             |                   | A  | Olimpo Alba                  | 71                           |                              |  |  |                        |                        |                        |  |  |                    |                    |                    |  |
|  |                             |                             | D                           | Pall. Bernareggio | 95 |                              |                              |                              |  |  |                        |                        |                        |  |  |                    |                    |                    |  |
|  | C                           | Pall. Crema                 | D                           | Pall. Bernareggio | 95 | 80                           |                              |                              |  |  |                        |                        |                        |  |  |                    |                    |                    |  |
|  | C                           | Pall. Crema                 |                             |                   |    |                              |                              |                              |  |  |                        |                        |                        |  |  |                    |                    |                    |  |
|  | D                           | Pall. Bernareggio           | 96                          |                   |    |                              |                              |                              |  |  |                        |                        |                        |  |  |                    |                    |                    |  |
|  | D                           | Pall. Bernareggio           | 96                          |                   | D  | Pall. Bernareggio            | 74                           |                              |  |  |                        |                        |                        |  |  |                    |                    |                    |  |
|  |                             |                             |                             |                   |    |                              |                              |                              |  |  |                        |                        |                        |  |  |                    |                    |                    |  |
|  |                             |                             | E                           | Vicenza           | 69 |                              |                              |                              |  |  |                        |                        |                        |  |  |                    |                    |                    |  |
|  | E                           | Vicenza                     | E                           | Vicenza           | 69 | 77                           |                              |                              |  |  |                        |                        |                        |  |  |                    |                    |                    |  |
|  | E                           | Vicenza                     |                             |                   |    |                              |                              |                              |  |  |                        |                        |                        |  |  |                    |                    |                    |  |
|  | F                           | Falconstar Monf.            | 68                          |                   |    |                              |                              |                              |  |  |                        |                        |                        |  |  |                    |                    |                    |  |
|  | F                           | Falconstar Monf.            | 68                          |                   | E  | Vicenza                      | 70                           |                              |  |  |                        |                        |                        |  |  |                    |                    |                    |  |
|  |                             |                             |                             |                   | E  | Vicenza                      | 70                           |                              |  |  |                        |                        |                        |  |  |                    |                    |                    |  |
|  |                             |                             | G                           | A. Costa Imola    | 62 |                              |                              |                              |  |  |                        |                        |                        |  |  |                    |                    |                    |  |
|  | G                           | A. Costa Imola              | G                           | A. Costa Imola    | 62 | 82                           |                              |                              |  |  |                        |                        |                        |  |  |                    |                    |                    |  |
|  | G                           | A. Costa Imola              |                             |                   |    |                              |                              |                              |  |  |                        |                        |                        |  |  |                    |                    |                    |  |
|  | H                           | Stamura Ancona              | 77                          |                   |    |                              |                              |                              |  |  |                        |                        |                        |  |  |                    |                    |                    |  |
|  | H                           | Stamura Ancona              | 77                          |                   | D  | Pall. Bernareggio            | 91                           |                              |  |  |                        |                        |                        |  |  |                    |                    |                    |  |
|  |                             |                             |                             |                   |    |                              |                              |                              |  |  |                        |                        |                        |  |  |                    |                    |                    |  |
|  |                             |                             | R                           | Nardò Basket      | 76 |                              |                              |                              |  |  |                        |                        |                        |  |  |                    |                    |                    |  |
|  | I                           | Etrusca S. Miniato          | R                           | Nardò Basket      | 76 | 66                           |                              |                              |  |  |                        |                        |                        |  |  |                    |                    |                    |  |
|  | I                           | Etrusca S. Miniato          |                             |                   |    |                              |                              |                              |  |  |                        |                        |                        |  |  |                    |                    |                    |  |
|  | L                           | Janus Fabriano              | 74                          |                   |    |                              |                              |                              |  |  |                        |                        |                        |  |  |                    |                    |                    |  |
|  | L                           | Janus Fabriano              | 74                          |                   | L  | Janus Fabriano               | 60                           |                              |  |  |                        |                        |                        |  |  |                    |                    |                    |  |
|  |                             |                             |                             |                   | L  | Janus Fabriano               | 60                           |                              |  |  |                        |                        |                        |  |  |                    |                    |                    |  |
|  |                             |                             | M                           | Sebastiani Rieti  | 72 |                              |                              |                              |  |  |                        |                        |                        |  |  |                    |                    |                    |  |
|  | M                           | Sebastiani Rieti            | M                           | Sebastiani Rieti  | 72 | 72                           |                              |                              |  |  |                        |                        |                        |  |  |                    |                    |                    |  |
|  | M                           | Sebastiani Rieti            |                             |                   |    |                              |                              |                              |  |  |                        |                        |                        |  |  |                    |                    |                    |  |
|  | N                           | Teramo a Spicchi            | 64                          |                   |    |                              |                              |                              |  |  |                        |                        |                        |  |  |                    |                    |                    |  |
|  | N                           | Teramo a Spicchi            | 64                          |                   | M  | Sebastiani Rieti             | 55                           |                              |  |  |                        |                        |                        |  |  |                    |                    |                    |  |
|  |                             |                             |                             |                   |    |                              |                              |                              |  |  |                        |                        |                        |  |  |                    |                    |                    |  |
|  |                             |                             | R                           | Nardò Basket      | 85 |                              |                              |                              |  |  |                        |                        |                        |  |  |                    |                    |                    |  |
|  | O                           | Olimpia Matera              | R                           | Nardò Basket      | 85 | 98                           |                              |                              |  |  |                        |                        |                        |  |  |                    |                    |                    |  |
|  | O                           | Olimpia Matera              |                             |                   |    |                              |                              |                              |  |  |                        |                        |                        |  |  |                    |                    |                    |  |
|  | P                           | Fortitudo Agrigento         | 108                         |                   |    |                              |                              |                              |  |  |                        |                        |                        |  |  |                    |                    |                    |  |
|  | P                           | Fortitudo Agrigento         | 108                         |                   | P  | Fortitudo Agrigento          | 0                            |                              |  |  |                        |                        |                        |  |  |                    |                    |                    |  |
|  |                             |                             |                             |                   | P  | Fortitudo Agrigento          | 0                            |                              |  |  |                        |                        |                        |  |  |                    |                    |                    |  |
|  |                             |                             | R                           | Nardò Basket      | 20 |                              |                              |                              |  |  |                        |                        |                        |  |  |                    |                    |                    |  |
|  | Q                           | Partenope                   | R                           | Nardò Basket      | 20 | 74                           |                              |                              |  |  |                        |                        |                        |  |  |                    |                    |                    |  |
|  | Q                           | Partenope                   |                             |                   |    |                              |                              |                              |  |  |                        |                        |                        |  |  |                    |                    |                    |  |
|  | R                           | Nardò Basket                | 89                          |                   |    |                              |                              |                              |  |  |                        |                        |                        |  |  |                    |                    |                    |  |

#### Finale
| Arbitri: | Di Martino (Santa Maria la Carità) Roiaz (Muggia) |

|               |            |                 |
| Laudoni 17    | Punti      | 16 Petrucci     |
| Todeschini 5  | Assist     | 6 Petrucci      |
| Aromando 14   | Rimbalzi   | 5 Bartolozzi    |
| Marco Cardani | Allenatori | Gianluca Quarta |

| Quintetto titolare | Quintetto titolare | Quintetto titolare  | Pt   | Rim  | Ass  |
| ------------------ | ------------------ | ------------------- | ---- | ---- | ---- |
| G                  | 8                  | Stefano Laudoni     | 17   | 6    | 2    |
| P                  | 13                 | Davide Todeschini   | 7    | 2    | 5    |
| A                  | 11                 | Simone Aromando     | 12   | 14   | 3    |
| A                  | 28                 | Giacomo Baldini     | 13   | 5    | 1    |
| C                  | 1                  | Diouf Baye Modou    | 13   | 7    | 0    |
| Panchina:          |                    |                     |      |      |      |
| G                  | 18                 | Daniele Quartieri   | 11   | 3    | 4    |
| C                  | 17                 | Kiryl Tsetserukou   | 8    | 5    | 0    |
| C                  | 0                  | Alioune Ka          | 3    | 5    | 0    |
| G                  | 23                 | Gian Paolo Almansi  | 7    | 2    | 0    |
| A                  | 5                  | Vladyslav Radchenko | 0    | 0    | 0    |
| P                  | 3                  | Riccardo Ghedini    | n.e. | n.e. | n.e. |
| P                  | 9                  | Andrea Marra        | n.e. | n.e. | n.e. |
| Allenatore:        |                    |                     |      |      |      |
| Marco Cardani      |                    |                     |      |      |      |

|  |  |  |

| Supercoppa B LNP Old Wild West 2020 |
| ----------------------------------- |
| Pall. Bernareggio 1º titolo         |

| Quintetto titolare | Quintetto titolare | Quintetto titolare  | Pt   | Rim  | Ass  |
| ------------------ | ------------------ | ------------------- | ---- | ---- | ---- |
| A                  | 11                 | Riccardo Coviello   | 11   | 2    | 0    |
| G                  | 0                  | Niccolò Petrucci    | 16   | 2    | 6    |
| P                  | 3                  | Federico Burini     | 10   | 2    | 3    |
| C                  | 4                  | Marcelo Dip         | 11   | 4    | 2    |
| A                  | 33                 | Emmanuel Enihe      | 1    | 4    | 1    |
| Panchina:          |                    |                     |      |      |      |
| A                  | 21                 | Riccardo Bartolozzi | 6    | 5    | 1    |
| G                  | 41                 | Edoardo Fontana     | 11   | 4    | 3    |
| C                  | 24                 | Goran Bjelic        | 10   | 1    | 0    |
| P                  | 2                  | Antony Tyrtyshnik   | 0    | 0    | 0    |
| P                  | 34                 | Luka Cepic          | n.e. | n.e. | n.e. |
| G                  | 0                  | Jankovic Dimitrije  | n.e. | n.e. | n.e. |
| G                  | 0                  | Andrea Cappelluti   | n.e. | n.e. | n.e. |
| Allenatore:        |                    |                     |      |      |      |
| Gianluca Quarta    |                    |                     |      |      |      |